# Emma Åkerman
Emma Henrika Åkerman, född Perander 9 oktober 1851 i Kuopio, död 18 januari 1931 i Taipalsaari, var en finländsk skolledare. Hon var gift med Daniel Woldemar Åkerman och mor till Aarni Voipio.
Åkerman upprätthöll 1868–1872 i Viborg en privat småskola och var en förgrundsgestalt inom kvinnorörelsen i Viborg och Åbo bland annat som ordförande för Finsk kvinnoförenings avdelning i Viborg 1886–1901.